# Wilk Elektronik
La Wilk Elektronik SA (in acronimo WE) è un'azienda informatica polacca produttrice di memorie per computer con il marchio GOODRAM, con sede a Łaziska Górne, in Polonia. Dopo il fallimento di Qimonda rimane l'unico produttore europeo di moduli RAM.

## Storia
La società è stata fondata a Tychy nel 1991 come distributore di RAM. Nel 1996 divenne il leader nel mercato polacco della distribuzione di memoria. Nel 2003 la società si è trasferita a Łaziska Górne dove da allora produce i propri prodotti con il marchio "GOODRAM". Un altro marchio, "Gooddrive", in base al quale erano state vendute le unità flash e SSD, è stato sostituito nel 2011 con il marchio "GOODRAM" unificato. Dal 2008 la WE è stata il distributore ufficiale dei prodotti flash Toshiba per l'Europa centrale e orientale, nonché il Medio Oriente e l'Africa. Collabora inoltre con Elpida, Micron e Samsung. Nel 2009 i ricavi di Wilk Elektronik hanno superato i 100 milioni di dollari. Nel 2009, la WE è stata inserita al 43º posto fra le maggiori 200 aziende informatiche polacche, in una classifica compilata da Computerworld.

## Prodotti
- RAM
- Schede di memoria
- Chiave USB
- SSD